# Quantità vocalica
In linguistica, la quantità vocalica fonologica indica la lunghezza dei fonemi vocalici, intesa con valore distintivo. Ciò significa che la durata di realizzazione delle vocali è percepita dai parlanti, i quali sono in grado di distinguere parole con fonemi qualitativamente identici grazie alla loro durata.
Se la quantità vocalica invece non ha valore distintivo, essa non è pertinente a livello fonologico, ma soltanto a livello fonetico. Solitamente in fonologia per la durata dei fonemi si utilizza il termine quantità, sottintendendone il suo valore distintivo, mentre in fonetica è adottato il termine lunghezza, che può essere o meno fonologicamente pertinente.
La quantità di un fonema non indica in termini assoluti la sua durata di emissione, perché essa è soggetta a numerose variabili, come ad esempio la velocità d'eloquio, l'accentazione, la posizione nella catena parlata. Un fonema, cioè, non è in fonologia considerato lungo o breve perché la sua realizzazione si protrae per un certo tempo determinato.
L'opposizione di quantità riguarda invece la durata relativa di due fonemi, che a parità di qualità e di velocità d'elocuzione vengono articolati per un tempo quantitativamente diverso.
Così nel latino, ad esempio, nella parola FĀMĂ ('la fama') realizzata a ritmo allegro, la prima vocale /a/ veniva considerata lunga perché aveva una durata di emissione maggiore della seconda; la sua durata assoluta poteva però essere minore di quella della /a/ breve della parola PĂLUS ('la palude') realizzata a ritmo lento.

## Lingue con quantità vocalica fonologica
La distinzione della quantità vocalica era presente nel latino classico, ma la sua evoluzione fonologica ha portato ad una modifica del sistema vocalico, per cui già nel latino volgare alla quantità si è sostituita una distinzione nei gradi di apertura. Alcune iscrizioni pompeiane testimoniano che già nel I secolo d.C. il latino parlato non distingueva più la quantità vocalica.
Oggi la quantità vocalica è distinta per esempio in olandese:
"man" 'uomo' ~ "maan" 'luna'.
Nella branca europea della famiglia indoeuropea non ci sono lingue che presentano, come faceva il latino, distinzione sia della quantità vocalica sia di quella consonantica. Sono invece presenti per esempio nella famiglia ugro-finnica: si tratta dell'estone, dell'ungherese e del finlandese. Un esempio per quest'ultima:
"kuka" 'chi' ~ "kukka" 'fiore'; "sata" 'cento' ~ "sataa" 'piove'.
La distinzione di entrambe le quantità è apparentemente presente in italiano (sentì ~ sentii) ed alcuni dialetti italiani (come ad esempio nel romanesco: "Ja portato" 'Gli ha portato' ~ "Jâ portato" 'Glielo ha portato') ma si tratta solo di un allungamento fonetico, trattandosi di iati monotimbrici.
Nell'estone i gradi di quantità, sia delle vocali che delle consonanti, sono tre (le vocali lunghe ed extra-lunghe sono segnalate nella grafia con il raddoppiamento):
"sada" 'cento' ~ "saada" 'mandate' ~ "saada" 'essere permesso'.